# メアリー・オブ・スコットランド (映画)

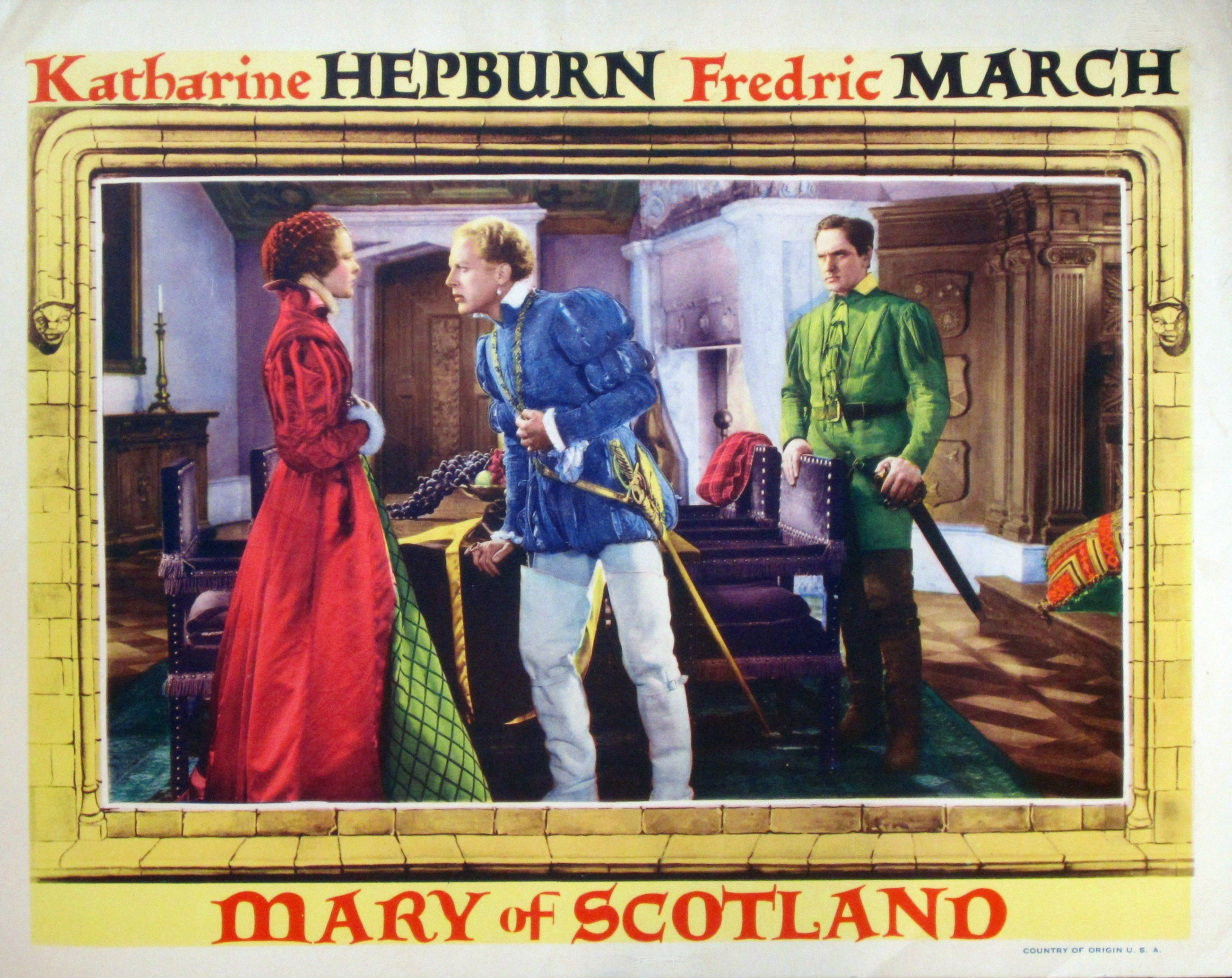
ロビーカード。左からキャサリン・ヘプバーン、ダグラス・ウォルトン、フレドリック・マーチ。

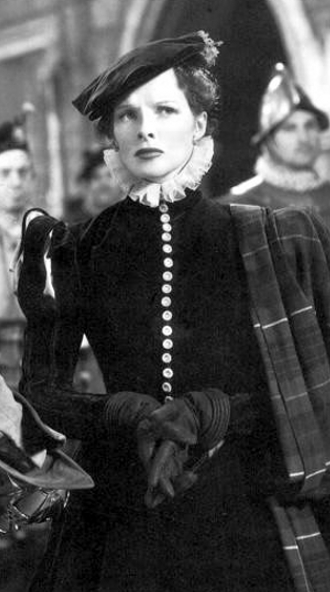
ヘプバーンを写した映画の宣伝スチル

『メアリー・オブ・スコットランド』（Mary of Scotland）は、キャサリン・ヘプバーンが16世紀のスコットランド女王メアリーを演じた1936年のRKOの映画作品である。ジョン・フォードが監督し、マクスウェル・アンダーソンの1933年の舞台劇を基にダドリー・ニコルズが脚本を執筆した。
日本語題は他に『スコットランドのメリー』（テレビ放送時）、『スコットランドのメアリー女王』（2009年の特集上映時）がある。

## キャスト
- スコットランド女王メアリー - キャサリン・ヘプバーン
- ボスウェル伯 - フレドリック・マーチ
- イングランド女王エリザベス - フローレンス・エルドリッジ（英語版）
- ダーンリー卿 - ダグラス・ウォルトン（英語版）
- デヴィッド・リッツィオ（英語版） - ジョン・キャラダイン
- モートン - ロバート・バラット（英語版）
- レスター - ギャヴィン・ミューア（英語版）
- モレイ伯ジェームズ・スチュアート - イアン・キース（英語版）
- ジョン・ノックス - モローニ・オルセン（英語版）
- ルスヴェン卿 - ウィリアム・スタック（英語版）
- ランドルフ - ラルフ・フォーブス（英語版）
- スロックモートン - アラン・モーブレイ（英語版）
- メアリー・ビートン - フリーダ・イネスコート（英語版）
- ハントリー - ドナルド・クリスプ
- リンゼイ - デヴィッド・トレンス（英語版）
- メアリー・リビングストン - モリー・ラモント（英語版）
- メアリー・フレミング - アニタ・コルビー
- メアリー・セトン - ジャン・ファンウィック（英語版）
- バーリー - ライオネル・ペイプ（英語版）
- ドナル - アレック・クレイグ（英語版）
- 看護師 - メアリー・ゴードン（英語版）
- メッセンジャー - モンティ・ブルー（英語版）
- メイトランド - レオナード・ムーディー（英語版）
- アーラン - ブランドン・ハースト
- レキシントン - ウィルフレッド・ルーカス
- カークカルディ - ダルシー・コリガン（英語版）
- ダグラス - フランク・ベイカー（英語版）
- Faudoncide - シリル・マクラグレン（英語版）
- フィッシャーマンの妻 - ドリス・ロイド（英語版）
- サー・フランシス・ノーリス - ロバート・ワーウィック
- 判事 - マレイ・キンネル（英語版）
- 判事 - ローレンス・グラント（英語版）
- 判事 - アイヴァン・F・シンプソン（英語版）
- 判事 - ナイジェル・ド・ブルリエ（英語版）
- 判事 - バーロウ・ボーランド
- ウォルシンガム - ウォルター・バイロン（英語版）
- 守衛官 - ウィンダム・スタンディング（英語版）
- ケント伯 - アール・フォックス（英語版）
- デュ・クロチェ - ポール・マッカリスター（英語版）
- フィッシャーマン - ライオネル・ベルモア（英語版）
- フランス人男 - ガストン・グラス（英語版）
- 貴人 - ニール・フィッツジェラルド（英語版）

## 評価
興行的には失敗し、16万5000ドルの損失を出した。